# マウリッツ・ファン・オラニエ＝ナッサウ
マウリッツ・ファン・オラニエ＝ナッサウ（Maurits van Oranje-Nassau, 1843年9月25日 - 1850年6月4日）は、オランダの王族。ウィレム3世の次男。全名はヴィレム・フレデリック・マウリッツ・アレクサンダー・ヘンドリック・カレル（Willem Frederik Maurits Alexander Hendrik Karel）。

## 生涯
マウリッツは1843年9月25日、ウィレム3世とその妃であったヴュルテンベルク王ヴィルヘルム1世の王女ゾフィーの間に第二子としてハーグで生まれた。
1850年にマウリッツは髄膜炎に罹り、6月4日にハーグで死去した。わずか6歳であった。もともと両親の夫婦仲は良好とは言いがたいものだったが、この際も2人は主治医を巡って激しく対立し、母ゾフィーが呼んだ医師はマウリッツの死の直前まで病室に入ることが認められなかった。ゾフィーは悲嘆し、友人に宛てて「死んでしまいたい」といった内容の手紙を書いている。
マウリッツは1850年6月10日にデルフトの新教会に葬られた。